# Ailill Molt
Ailill Molt, figlio di Dathí (440 circa – 482), è stato re supremo d'Irlanda, (463-482); fu ucciso nella battaglia di Ocha da Lughaid mac Loeguire.